# فلوروبنزن
فلوروبنزن (به انگلیسی: Fluorobenzene) با فرمول شیمیایی C۶H۵F یک ترکیب شیمیایی با شناسه پاب‌کم ۱۰۰۰۸ است. که جرم مولی آن ۹۶٫۱۰۳ g/mol می‌باشد. شکل ظاهری این ترکیب، مایع بی‌رنگ است.